# Тождества Фирца
Тождества Фирца — тождества линейной алгебры, связывающие различные выражения в виде произведений матриц Паули, матриц Гелл-Манна и матриц Дирака, различающиеся между собой перестановкой индексов. Используются в теоретической физике.

## Тождества Фирца для матриц Паули
{\displaystyle \delta _{b}^{a}\delta _{d}^{c}={\frac {1}{2}}\delta _{d}^{a}\delta _{b}^{c}+{\frac {1}{2}}\mathbf {\sigma } _{d}^{a}\mathbf {\sigma } _{b}^{c}}
{\displaystyle \mathbf {\sigma } _{b}^{a}\mathbf {\sigma } _{d}^{c}={\frac {3}{2}}\delta _{d}^{a}\delta _{b}^{c}-{\frac {1}{2}}\mathbf {\sigma } _{d}^{a}\mathbf {\sigma } _{b}^{c}}
Здесь и ниже {\displaystyle \sigma _{i}} — матрицы Паули, {\displaystyle \delta _{b}^{a}} — символ Кронекера,{\displaystyle \mathbf {\sigma } \mathbf {\sigma } =\sigma _{i}\sigma _{i},i=1,2,3}.

## Тождества Фирца для матриц Гелл-Манна
{\displaystyle \delta _{\beta }^{\alpha }\delta _{\delta }^{\gamma }={\frac {1}{3}}\delta _{\delta }^{\alpha }\delta _{\beta }^{\gamma }+{\frac {1}{2}}\mathbf {\lambda } _{\delta }^{\alpha }\mathbf {\lambda } _{\beta }^{\gamma }}
{\displaystyle \mathbf {\lambda } _{\beta }^{\alpha }\mathbf {\lambda } _{\delta }^{\gamma }={\frac {16}{9}}\delta _{\delta }^{\alpha }\delta _{\beta }^{\gamma }-{\frac {1}{3}}\mathbf {\lambda } _{\delta }^{\alpha }\mathbf {\lambda } _{\beta }^{\gamma }}
Здесь и ниже {\displaystyle \lambda _{\delta }} — матрицы Гелл-Манна, {\displaystyle \mathbf {\lambda } \mathbf {\lambda } =\lambda _{i}\lambda _{i},i=1,2,3,...8}.

## Тождества Фирца для матриц Дирака
{\displaystyle ({\bar {a}}O_{i}b)({\bar {c}}O^{i}d)=\sum _{k}C_{ik}({\bar {a}}O_{k}d)({\bar {c}}O^{k}b)}
Здесь матрица {\displaystyle O} может быть одного из пяти типов {\displaystyle (S,V,T,A,P)}:
{\displaystyle O_{S}=\mathbf {1} },
{\displaystyle O_{V}=\gamma _{\alpha }},
{\displaystyle O_{T}={\frac {\sigma _{\alpha \beta }}{\sqrt {2}}}},
{\displaystyle O_{A}=\gamma _{5}\gamma _{\alpha }},
{\displaystyle O_{P}=\gamma _{5}},
где {\displaystyle \gamma _{\alpha }} — матрицы Дирака. Буквы S, V, T, A, P означают соответственно скаляр, вектор, тензор (антисимметричный, второго ранга), аксиальный вектор и псевдоскаляр — это все возможные лоренц-ковариантные амплитуды, которые могут быть построены как произведение вида {\displaystyle {\bar {a}}Ob.}
Матрица {\displaystyle C_{ik}} называется матрицей Фирца.
Матрица Фирца
| Произведение | S    | V    | T    | A    | P    |
| ------------ | ---- | ---- | ---- | ---- | ---- |
| S × S =      | 1/4  | 1/4  | −1/4 | −1/4 | 1/4  |
| V × V =      | 1    | −1/2 | 0    | −1/2 | −1   |
| T × T =      | −3/2 | 0    | −1/2 | 0    | −3/2 |
| A × A =      | −1   | −1/2 | 0    | −1/2 | 1    |
| P × P =      | 1/4  | −1/4 | −1/4 | 1/4  | 1/4  |

Эти тождества (в общем виде) были установлены в 1937 году швейцарским физиком Маркусом Фирцем, тогдашним ассистентом В. Паули.